# Antipodogomphus neophytus

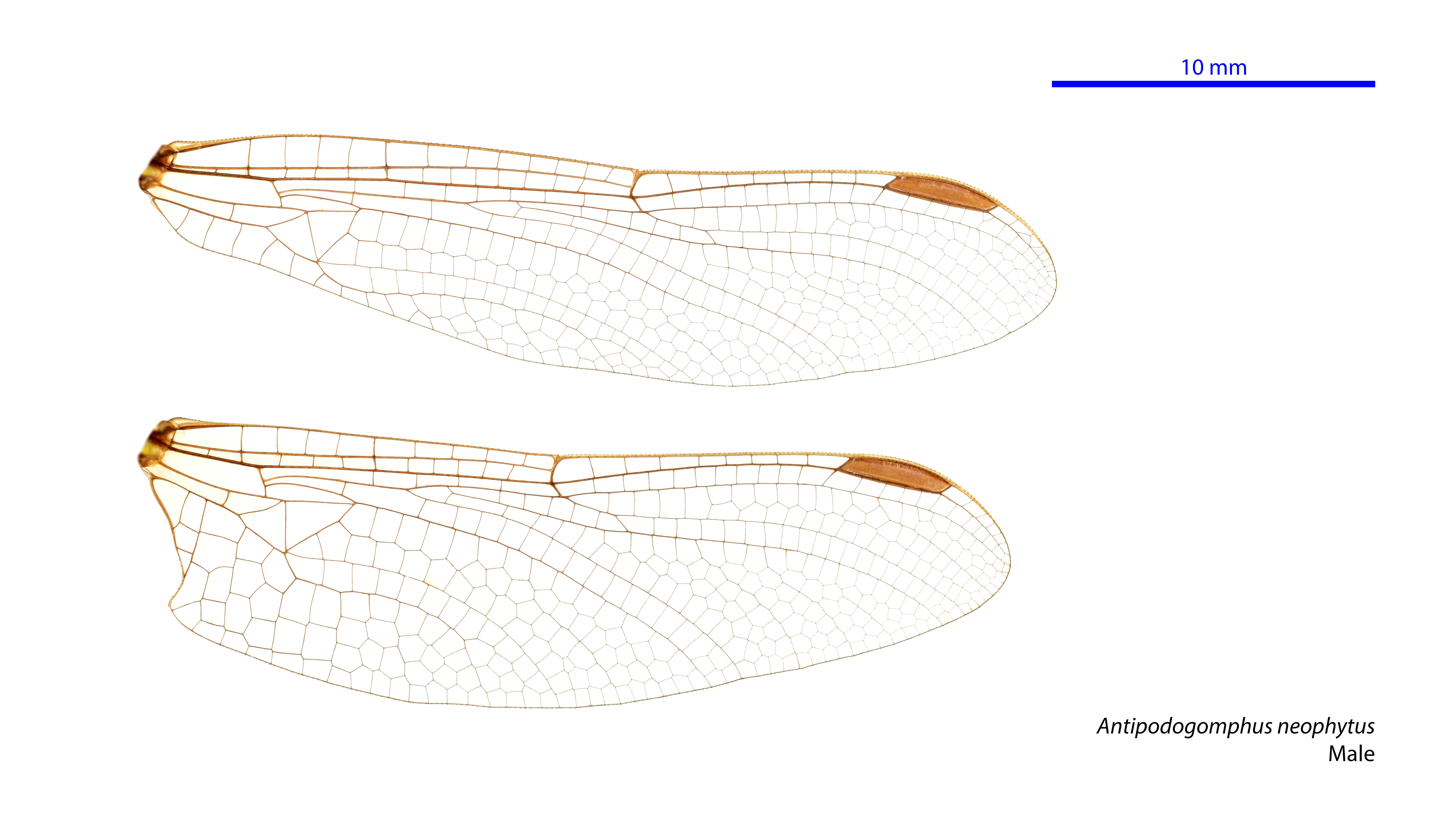
Skrzydła ważki

Antipodogomphus neophytus – gatunek ważki z rodziny gadziogłówkowatych (Gomphidae).